# Cuenca Tidal

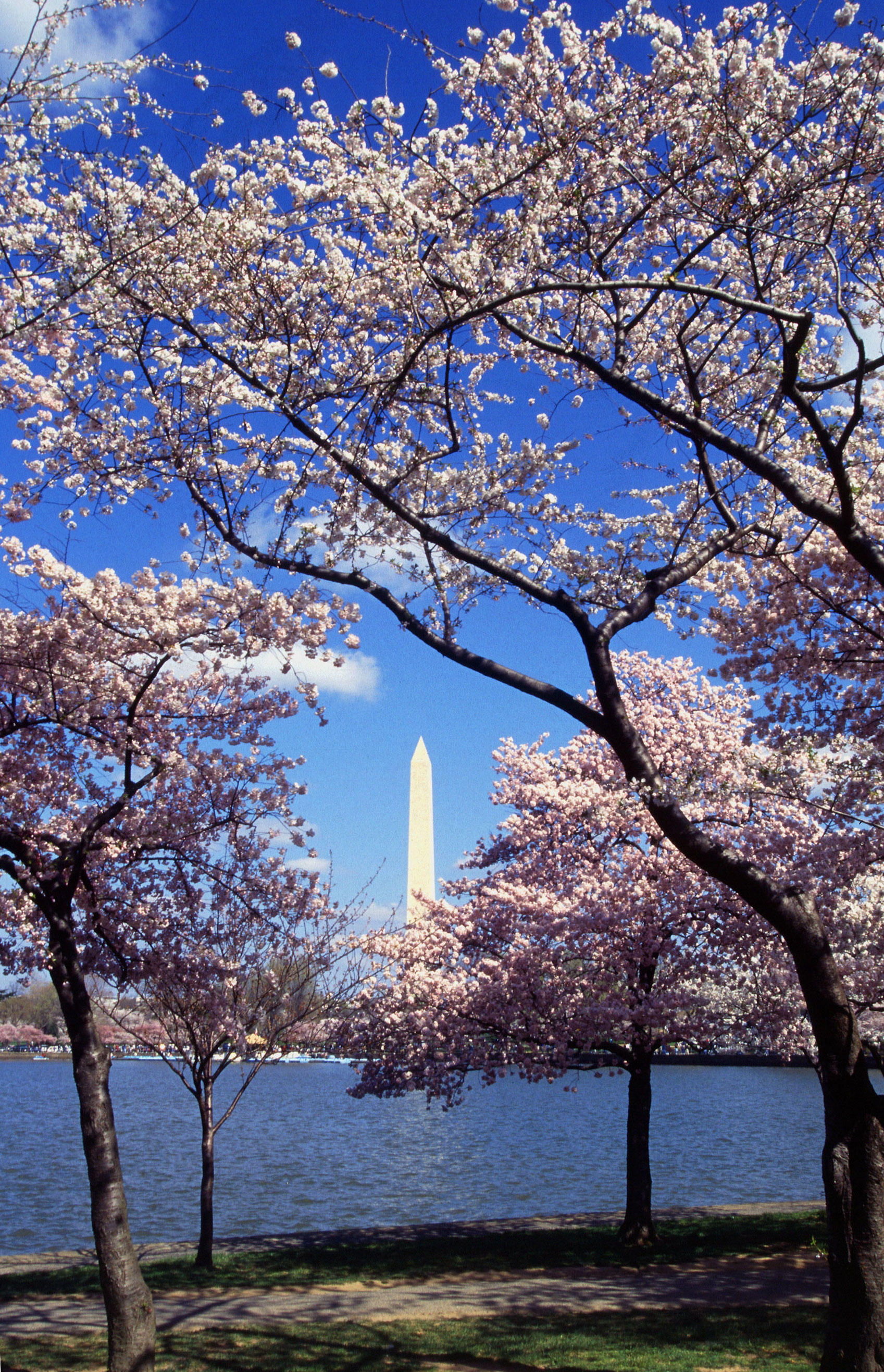
La Cuenca Tidal con los cerezos en flor.

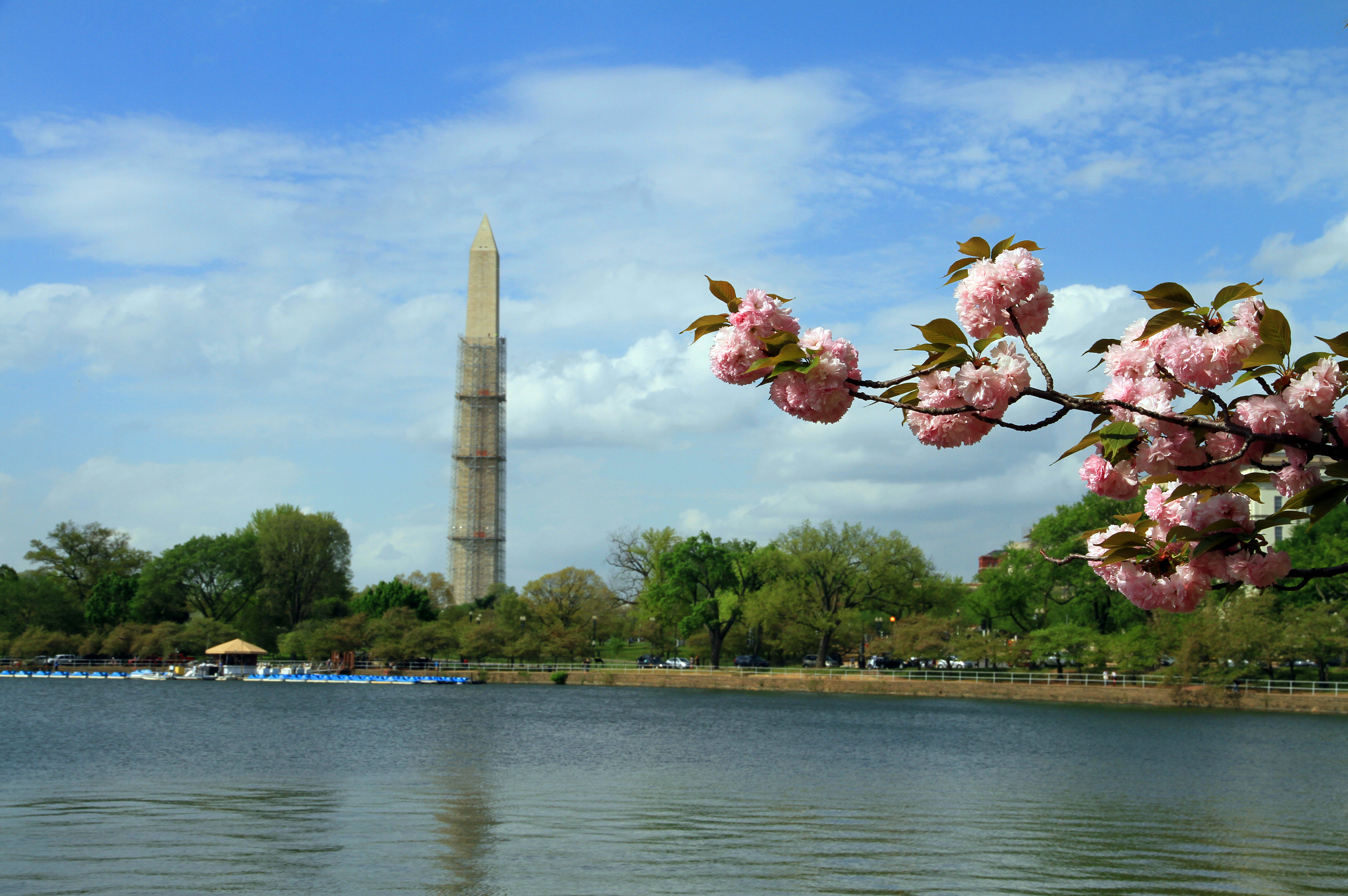
La Cuenca Tidal

La Cuenca Tidal es una ensenada creada en parte por el hombre y adyacente al río Potomac en Washington D. C. Forma parte del Parque West Potomac y está rodeada por los monumentos a Jefferson, Roosevelt, Martin Luther King y George Mason. 
La cuenca ocupa un área de unas 42 hectares (107 acres) y tiene una profundidad de 3 metros (10 pies). La idea de la Cuenca Tidal surgió en los años de la década de 1880 tanto como un elemento visual como una forma de aliviar el Washington Channel, un puerto separado del río Potomac y donde se encuentra el Parque East Potomac.
La cuenca está diseñada para liberar 250 millones de galones (950 millones de litros) de agua al día. Las puertas de la ensenada, que se encuentran al lado del río Potomac, permiten al agua entrar cuando hay marea alta. Al mismo tiempo, las puertas de salida, en el lado del Washington Channel, se cierran para almacenar el agua y parar la corriente de agua y sedimentos del canal. Cuando la marea empieza a reflujar, el flujo de agua que intenta salir de la cuenca hace que las puertas de entrada se cierren. Esta misma fuerza hace que las puertas de salida se abran. Las puertas están operadas por el Cuerpo de Ingenieros del Ejército de los Estados Unidos, el cual ha completado recientemente un proyecto para restaurar el funcionamiento de las puertas.

## Cerezos
La Cuenca Basin cuenta con aproximadamente 3.750 cerezos japoneses. De ellos, solo 125 forman parte de los primeros 3.000 cerezos que el alcalde de Tokio, Yukio Ozaki, regaló en 1912. Las árboles florecen a principio de la primavera y el evento origina el Festival Nacional de los Cerezos en Flor.